# Diocesi di Nottingham
La diocesi di Nottingham (in latino Dioecesis Nottinghamensis) è una sede della Chiesa cattolica in Inghilterra suffraganea dell'arcidiocesi di Westminster. Nel 2023 contava 164.000 battezzati su 4.668.000 abitanti. È retta dal vescovo Patrick Joseph McKinney.

## Territorio
La diocesi comprende le contee inglesi di Nottinghamshire (escluso il distretto di Bassetlaw), Leicestershire, Derbyshire, Rutland e Lincolnshire.
Sede vescovile è la città di Nottingham, dove si trova la cattedrale di San Barnaba.
Il territorio è suddiviso in 106 parrocchie.

## Storia
La diocesi è stata eretta il 29 settembre 1850 con il breve Universalis Ecclesiae di papa Pio IX, ricavandone il territorio dal vicariato apostolico del Distretto centrale (da cui ha avuto origine anche la diocesi di Birmingham) e dal vicariato apostolico del Distretto orientale (da cui ha avuto origine anche la diocesi di Northampton).
Il 30 maggio 1980 la diocesi ha ceduto parte del suo territorio a vantaggio dell'erezione della diocesi di Hallam.

## Cronotassi dei vescovi
Si omettono i periodi di sede vacante non superiori ai 2 anni o non storicamente accertati.
- Joseph William Hendren, O.F.M. † (22 giugno 1851 - 23 febbraio 1853 dimesso)
- Richard Butler Roskell † (29 luglio 1853 - 21 settembre 1874 dimesso[1])
- Edward Gilpin Bagshawe, C.O. † (12 ottobre 1874 - 25 novembre 1901 dimesso[2])
- Robert Brindle † (6 dicembre 1901 - 1º giugno 1915 dimesso[3])
- Thomas Dunn † (3 gennaio 1916 - 21 settembre 1931 deceduto)
- John Francis McNulty † (13 maggio 1932 - 8 giugno 1943 deceduto)
- Edward Ellis † (18 marzo 1944 - 31 ottobre 1974 ritirato)
- James Joseph McGuinness † (31 ottobre 1974 succeduto - 7 novembre 2000 ritirato)
- Malcolm Patrick McMahon, O.P. (7 novembre 2000 - 21 marzo 2014 nominato arcivescovo di Liverpool)
- Patrick Joseph McKinney, dal 14 maggio 2015

## Statistiche
La diocesi nel 2023 su una popolazione di 4.668.000 persone contava 164.000 battezzati, corrispondenti al 3,5% del totale.
| anno | popolazione | popolazione | popolazione | presbiteri | presbiteri | presbiteri | presbiteri                | diaconi | religiosi | religiosi | parrocchie |
| anno | battezzati  | totale      | %           | numero     | secolari   | regolari   | battezzati per presbitero | diaconi | uomini    | donne     | parrocchie |
| ---- | ----------- | ----------- | ----------- | ---------- | ---------- | ---------- | ------------------------- | ------- | --------- | --------- | ---------- |
| 1950 | 67.745      | 2.653.757   | 2,6         | 239        | 141        | 98         | 283                       |         | 196       | 418       | 90         |
| 1970 | 150.479     | 2.991.344   | 5,0         | 299        | 180        | 119        | 503                       |         | 176       | 489       | 122        |
| 1980 | 150.293     | 3.535.000   | 4,3         | 269        | 173        | 96         | 558                       |         | 128       | 449       | 132        |
| 1990 | 122.686     | 3.375.000   | 3,6         | 210        | 142        | 68         | 584                       | 2       | 95        | 336       | 116        |
| 1999 | 142.600     | 3.560.000   | 4,0         | 189        | 136        | 53         | 754                       | 14      | 70        | 231       | 113        |
| 2000 | 138.800     | 3.560.000   | 3,9         | 187        | 136        | 51         | 742                       | 14      | 67        | 230       | 113        |
| 2001 | 138.800     | 3.560.000   | 3,9         | 182        | 130        | 52         | 762                       | 27      | 67        | 225       | 113        |
| 2002 | 138.800     | 3.560.000   | 3,9         | 177        | 127        | 50         | 784                       | 26      | 65        | 204       | 113        |
| 2003 | 137.000     | 3.590.000   | 3,8         | 178        | 128        | 50         | 769                       | 26      | 64        | 190       | 112        |
| 2004 | 134.470     | 3.609.000   | 3,7         | 176        | 130        | 46         | 764                       | 26      | 58        | 189       | 112        |
| 2013 | 155.000     | 4.500.000   | 3,4         | 177        | 133        | 44         | 875                       | 40      | 54        | 40        | 108        |
| 2016 | 160.000     | 4.535.000   | 3,5         | 152        | 110        | 42         | 1.052                     | 45      | 51        | 40        | 108        |
| 2019 | 163.230     | 4.626.875   | 3,5         | 149        | 135        | 14         | 1.095                     | 51      | 25        | 36        | 114        |
| 2021 | 164.600     | 4.668.240   | 3,5         | 169        | 130        | 39         | 973                       | 47      | 48        | 87        | 112        |
| 2023 | 164.000     | 4.668.000   | 3,5         | 159        | 119        | 40         | 1.031                     | 45      | 49        | 87        | 106        |